# Bocja pręgowana
Bocja pręgowana (Botia striata) – gatunek słodkowodnej ryby z rodziny Botiidae, wcześniej klasyfikowanej w randze podrodziny Botiinae w piskorzowatych. Bywa hodowana w  akwariach.

## Występowanie
Górskie strumienie wschodnich i południowo-wschodnich Indii (Ghaty Zachodnie w stanie Maharasztra). Gatunek endemiczny.

## Opis
Pokojowo usposobione ryby stadne. Powinny przebywać w grupie przynajmniej kilku osobników. Żywią się głównie ślimakami, które sprawnie wydobywają z muszli. Dorastają do około 10 cm.

## Warunki w akwarium
| Zalecane warunki w akwarium | Zalecane warunki w akwarium                          |
| --------------------------- | ---------------------------------------------------- |
| Zbiornik                    | średni, gęsto obsadzony roślinami, wskazane kryjówki |
| Temperatura wody            | 23–26 °C                                             |
| Twardość wody               | miękka do średnio twardej 4–12°n                     |
| Skala pH                    | 6,0–7,2                                              |
| Pokarm                      | żywy i suchy                                         |